# Pierre de Laval (archevêque de Reims)
Pour les articles homonymes, voir Pierre de Laval.
Pierre de Laval (17 juillet 1442, Montfort-sur-Meu - 14 août 1493, abbaye Saint-Nicolas, Angers) est évêque de Saint-Brieuc, de Saint-Malo, puis archevêque de Reims de 1473 à 1493 et religieux français.

## Biographie

### Famille
Fils de Guy XIV de Laval et d’Isabelle de Bretagne, il est le frère cadet de Jeanne de Laval, épouse du roi René d'Anjou, et de Guy XV de Laval.
- Guy XIV de Laval
x (1) Isabelle de Bretagne
x (2) Françoise de Dinan
  - (1) Guy XV de Laval
  - (1) Pierre de Laval
  - (1) Jeanne de Laval
x René Ier d'Anjou

### Enfance
Pierre de Laval avait quatorze ans lorsqu'il vint en pension à Angers avec toute une suite. Il fit ses études à l'université d'Angers, dans la nation de Bretagne,,. Pierre de Laval devient grand-doyen d'Angers, en 1462, étant âgé de vingt ans.
- Charles VI
  - Charles VII
    - Louis XI

  - Jeanne de France
x Jean V de Bretagne
    - Isabelle de Bretagne
x Guy XIV de Laval
      - Pierre de Laval

### Carrière religieuse
Guidé par sa famille, il est nommé abbé de Saint-Aubin d'Angers en 1463. Il est élu abbé de Saint-Nicolas d'Angers en 1465. Il assiste avec son frère aîné, comte de Gavre, aux Etats Généraux tenus à Tours en 1467. Ils prirent place parmi les princes.
Après avoir rempli les fonctions de protonotaire apostolique du Saint-Siège, il devient en 1472 évêque de Saint-Brieuc en Bretagne. Il prête serment au duc de Bretagne le 14 juin 1473, en qualité d'évêque de Saint-Brieuc
Il est aussi en faveur auprès de Louis XI qui le prend comme conseiller en second, après Charles II de Bourbon, archevêque de Lyon.

### Archevêque de Reims
Il est nommé par Sixte IV, quelques mois plus tard archevêque de Reims en 1473 après le décès de Jean II Jouvenel des Ursins. Il retint toujours le titre de Saint-Brieuc. Le pape lui permettait de conserver en commende pendant 3 ans titre de Saint-Brieuc. Pierre obtint ensuite une bulle, qui l'autorisait à en conserver l'administration pendant toute sa vie; mais le duc de Bretagne crut ses droits blessés par cette concession et parvint à la faire révoquer.
Il rendit les hommages comme archevêque, duc et pair de France, le 29 mars 1473. Louis XI indique en la lettre suivante, adressée aux officiers de la chambre des comptes pour la mainlevée de son temporel, où il le nomme son très-cher cousin.
Pierre de Laval s'arrêta peu à Reims après sa prise de possession par prudence par rapport à Louis XI et aux conflits en cours, et se retira en son abbaye d'Angers laissant Gilles de la Rivière pour Grand-vicaire, et Pierre, évêque de Nazareth, pour conférer les ordres sacrés en son absence.

### Ligue du Bien public
La guerre de la Ligue du Bien public qui se déroule à partir d'avril 1465 entre la France et la Bretagne va être un test pour la stratégie de la famille de Laval.
En Bretagne, le conflit interagissait avec la question du contrôle des évêchés bretons, un sujet majeur et d'importance concernant l'indépendance du duché. Révolte des princes contre la politique de Louis XI qui veut briser leur volonté d’indépendance, la ligue du Bien public est une révolte féodale contre l’autorité royale, obligeant le roi à s'engager à la tête d'une armée de fidèles pour ramener ses vassaux dans le droit chemin.
Pierre de Laval choisit la fidélité au roi Louis XI.

### Retour à Reims
Après cet épisode, la paix arrivée, il revient à Reims en 1476, où il constate les vexations occasionnés aux habitants par Raulin Cochinart, ainsi que la démolition de ses édifices. Ainsi, peu après, allant en cour, il obtint de Louis XI lettres par lesquelles la lieutenance générale lui fut accordée, tant de la ville de Reims que du pays d'alentour. Muni de ce pouvoir, il vient à Reims, demande raison du démolissement de ses édifices, et ayant appris que le tout avait esté fait par l'ordre de Cochinart, il fait emprisonner tous ses officiers. Les impressions des divers troubles n'étaient pas entièrement effacées à Reims : les procédures étant rapportées au roi, il en voulut reproche tout d'abord aux habitants. Informé par la suite par son grand-chambellan, et les députés de la ville, il révoqua la lieutenance accordée à l'archevêque, et ordonna qu'à l'avenir, aucun officier originaire du duché de Bretagne ou domestique de Pierre de Laval, ne pourrait exercer aucune charge, tant au spirituel qu'au temporel, dans l'archeveché.
Marqué par cette disgrâce, Pierre de Laval revient en cour après la mort du roi, et la minorité de Charles VIII. Le 30 mai 1484, Pierre de Laval fit à Reims la cérémonie du sacre de Charles VIII, que les divisions de la cour et la réunion des Etats du royaume avaient fait différer de neuf mois.
Il s'éloignera par la suite de Reims à chaque conflit, sans réellement siéger. Il eut des démêlés avec le chapitre dès sa prise de possession, et qui se renouvela lors du sacre de Charles VIII, pour le droit des offrandes, il constata la démolition de ses possessions faite par Cochinart, et à la diminution de son autorité ; et adopta une certaine aversion pour Reims.

### Évêque de Saint-Malo
Il est abbé de Saint-Michel-en-l'Herm et de Saint-Méen-de-Gaël en 1492. Il est évêque commendataire de Saint-Malo de 1486 à 1493. Il obtint du pape Innocent VIII, le 19 septembre 1486, la permission de posséder en commende l'évêché de Saint-Malo; où il se fit suppléer dans ses fonctions spirituelles par Yves Glent ou Le Blanc, évêque de Dromore, en Irlande ; et où il se contenta de venir de fois à autres, surtout lorsque les intérêts du roi de France le demandaient.

### Mort
Il meurt à Angers après une fièvre le 14 mars 1493, et fut inhumé à Saint-Aubin d'Angers. Son cœur fut donné à l'Abbaye Saint-Nicolas d'Angers, d'où il était abbé. Il fit de sa sœur Jeanne de Laval, reine de Jérusalem et de Sicile, et duchesse d'Anjou, qu'il fit son exécutrice testamentaire. Les armes de Pierre de Laval semblent avoir été élevée sur la porte du Collège de Reims, à Paris, et à l'hôtel archiépiscopal de Reims, près des Cordeliers.

### Source
- Guillaume Marlot, Histoire de la ville, cité et université de Reims métropolitaine de la Gaule, vol. 4. 1846, p. 227 ;
- Abbé Angot, Monseigneur Pierre de Laval, 1913.
- François Tuloup Saint-Malo. Histoire Religieuse Éditions Klincksieck Paris 1975